# Der Winter naht
Der Winter naht ist die erste Episode der ersten Staffel der US-amerikanischen Fernsehserie Game of Thrones. In den Vereinigten Staaten feierte sie am 17. April 2011 auf dem Sender HBO Premiere, in Deutschland am 2. November 2011 auf TNT Serie.

## Handlung

### Jenseits der Mauer
Drei Wächter der Nachtwache, namentlich Will, Garret und Ser Weymar Rois, begeben sich jenseits der Mauer auf Patrouille. Will findet im Wald Leichen von Wildlingen, doch als er sie den beiden anderen zeigen will, sind sie verschwunden. Kurz darauf werden die Wächter von Weißen Wanderen und Untoten überrascht und angegriffen. Lediglich Will entkommt lebendig und flieht nach Süden.

### In Westeros
Im Norden von Westeros werden die Starks von Winterfell vorgestellt: Lord Eddard „Ned“ Stark, seine Frau Lady Catelyn, ihre Kinder – Erbe Robb, die ältere Tochter Sansa, die jüngere Tochter Arya, der zehnjährige Sohn Bran, der jüngste Sohn Rickon, Neds Bastardsohn Jon Schnee sowie Mündel Theon Graufreud.
Ned erhält die Nachricht, dass ein Deserteur der Nachtwache festgenommen wurde, und macht sich mit seinen Söhnen auf den Weg zu diesem. Es handelt sich um Will, der versucht, Ned von den Weißen Wanderen zu erzählen, was dieser jedoch für ein Hirngespinst hält. Da für die Desertion der Nachtwache die Todesstrafe gilt, enthauptet Ned Will. Die Starks finden auf dem Rückweg mehrere Welpen einer toten Schattenwölfin, welche mit einem Hirsch gekämpft hatte, welche die Kinder sich unter sich aufteilen.
In Winterfell erfährt Ned, dass Jon Arryn, die Hand des Königs, verstorben ist und dass König Robert Baratheon auf dem Weg zu ihm ist. Zusammen mit ihm treffen auch seine Frau Cersei, seine Kinder Joffrey, Myrcella und Tommen sowie seine Schwager Jaime Lennister und Tyrion ein. Wie von Ned vermutet, möchte Robert ihn zu seiner neuen Hand machen und schlägt ihm vor, Sansa und Joffrey zu verloben, um die Verbindung zwischen den Häusern zu stärken. Nach kurzem Zögern willigt Ned ein. Später erreicht Eddard und seine Frau Catelyn eine Nachricht von Catelyns Schwester Lysa Arryn, der Witwe des verstorbenen Jon Arryn, welche meint, er sei von den Lennisters vergiftet worden.
Am nächsten Morgen klettert Neds Sohn Bran einen Turm empor und überrascht dort Königin Cersei beim Geschlechtsverkehr mit ihrem Bruder Jaime. Um zu verhindern, dass Bran jemandem von seiner Entdeckung erzählen kann, stößt Jaime ihn aus dem Fenster.

### In Pentos
Der im Exil lebende Prinz Viserys Targaryen möchte eine Armee aufbauen, mit dem Ziel, König Robert vom Thron zu stoßen, und verheiratet seine jüngere Schwester Daenerys mit dem Kriegsherren Khal Drogo, welcher über die Dothraki befielt. Viserys erhofft sich, so über Drogos Armee zu verfügen. Daenerys erhält zur Hochzeit drei Dracheneier und wird fortan von Ser Jorah Mormont begleitet.
In der Hochzeitsnacht wird sie von Khal Drogo entjungfert.

## Produktion

### Drehbuch

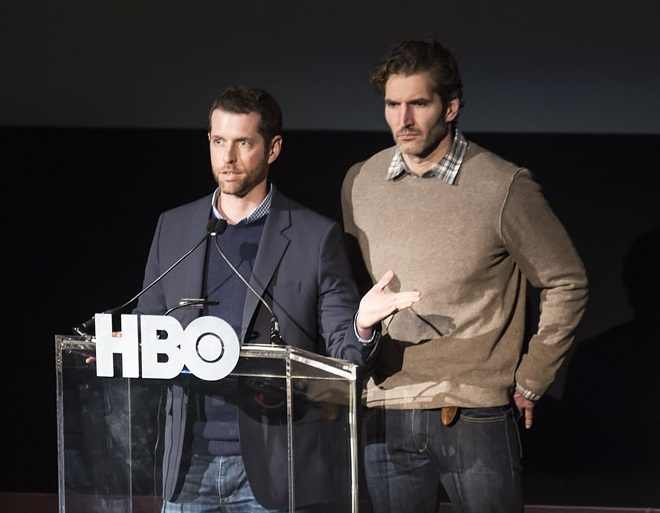
Die Produzenten D. B. Weiss (links) und David Benioff (rechts)

Die Episode wurde von den Drehbuchautoren David Benioff und D.B. Weiss geschrieben und übernimmt die Handlung aus den Seiten 1–85 aus A Game of Thrones. Im Unterschied zur Fernsehepisode überlebt im Buch nicht Will, sondern Garret die Begegnung mit den Untoten, ebenso muss im Buch Catelyn Ned davon überzeugen, König Robert zu folgen, was in der Serie anders herum dargestellt wird. Auch Szenen, welche die Beziehung der Lannisters beschreiben, wurden neu eingebaut.
Daenerys’ Hochzeitsnacht wird in der Serie als Vergewaltigung inszeniert, was in der Buchvorlage nicht explizit der Fall ist.

### Ursprüngliche Folge
Ursprünglich wurde die Episode als Pilotfolge der Serie unter der Regie von Tom McCarthy im Herbst 2009 in Nordirland, Schottland und Marokko gedreht. Die Rezeption auf private Vorführungen fiel jedoch äußert negativ aus, unter anderem wurde nie klagestellt, dass Jaime und Cersei Geschwister waren. Nachdem HBO lange Zeit keine weitere Entscheidung traf, wurde letztendlich ein neuer Produktionsstart für Juni 2010 bekanntgegeben, diesmal unter der Regie von Tim van Patten. Durch die Neuverfilmung fiel auch ein Cameoauftritt von George R. R. Martin bei Daenerys’ Hochzeit aus der finalen Fassung.

### Neuverfilmung
Die Neuverfilmung der Episode fand im Sommer 2010 unter Tim van Patten statt, wobei auch einige Rollen neubesetzt wurde. Zu den größten Veränderungen bei der Besetzung zählen Emilia Clarke, welche Tamzin Merchant als Daenery Targaryen ersetzte, und Michelle Fairley, welche die Rolle der Catelyn Stark von Jennifer Ehle übernahm.

#### Drehorte
Zur Neuverfilmung wurden mit Nordirland und Malta ebenfalls neue Drehorte verwendet, welche Schottland und Marokko als Kulissen für Winterfell und Pentos ersetzten. Anstatt Doune Castle kam größtenteils Castle Ward für die Szenen in Winterfell zum Einsatz. Unter anderem wurde ein Weinkeller für die Krypta der Stark verwendet. Die Anfangssequenz im Norden wurde im Tollymore Forest Park gedreht.
In Malta wurden Szenen im Verdala Palace und am Azure Window gedreht.

## Rezeption
Die Folge erreichte bei ihrer Premiere über 2,2 Millionen Zuschauer und kam innerhalb der nächsten Wochen auf über 6,8 Millionen. Von der Kritik wurde sie mehrheitlich positiv aufgenommen und wurde unter anderem von James Poniewozik beim Time Magazine und Jace Lacob bei The Daily Beast gelobt. Alan Sepinwall sah bei HitFix Potential, dass die Serie in Zukunft mit den sehr erfolgreichen HBO-Serien wie The Sopranos und The Wire vergleichbar wäre.
Die Besetzung und die Umsetzung des fiktionalen Westeros wurden von verschiedenen Seiten gelobt, ebenso die Adaption von George R. R. Martins Buch. Die Introsequenz, welche eine Luftaufnahme von Westeros und der verschiedenen Schauplätze zeigt, wurde auch positiv bewertet.
Die Episode gewann den Portal Award in der Kategorie Best Episode und wurde ebenfalls bei den Emmys nominiert.

## Sonstiges
Der tote Schattenwolf wurde als Vorausdeutung für den weiteren Verlauf der Staffel gedeutet, da er, so wie später Ned Stark, seine Kinder zurücklässt. Der Hirsch, Wappen von Haus Baratheon, stirbt ebenfalls nach dem Kampf.